# Bronisław Dąbrowski (aktor)
Bronisław Dąbrowski (ur. 24 listopada 1903 w Bielcach(Besarabia), zm. 10 kwietnia 1992 w Krakowie) – polski aktor i reżyser teatralny, wieloletni dyrektor teatrów, także tłumacz.

## Życiorys zawodowy
Ukończył studia na Wydziale Dramatycznym Konserwatorium w Poznaniu (1923). W teatrze zadebiutował w 1921 roku.
W latach 1921–1925 był aktorem Teatru Polskiego w Poznaniu, następnie przez rok występował w warszawskim Teatrze Polskim. W roku 1926 rozpoczął pracę aktora w Teatrze Miejskim we Lwowie, dwa lata później przeniósł się do Teatru Miejskiego im. Juliusza Słowackiego w Krakowie, skąd w 1932 powrócił do Lwowa. Tam, we wspomnianym Teatrze Miejskim, pracował jako aktor i reżyser do 1936. W czasie tym, w latach 1933–1935, był też wykładowcą na Uniwersytecie Jana Kazimierza we Lwowie (prowadził lektorat wymowy). Następnie jako aktor i reżyser współpracował z różnymi teatrami: Polskim w Poznaniu (1936–1937), Miejskim w Łodzi (1937–1939), Teatrem na Pohulance w Wilnie (1939), Polskim Teatrem Dramatycznym we Lwowie (1939–1941).
W roku 1944 został dyrektorem naczelnym i artystycznym Polskiego Teatru Dramatycznego we Lwowie, sprawował tę funkcję do 1945. Na tym stanowisku pracował też w latach 1945–1947 w Teatrze Śląskim im. Stanisława Wyspiańskiego w Katowicach, a następnie w krakowskich Teatrach Dramatycznych (obecnie Teatr im. Juliusza Słowackiego) w latach 1947–1950 oraz w warszawskim Teatrze Polskim w latach 1950–1955. Był też, w latach 1950–1953, wykładowcą na Wydziale Reżyserii warszawskiej PWST. Od 1953 roku należał do PZPR.
W 1955 roku przeniósł się ponownie do Krakowa. Tam do roku 1972 sprawował funkcję dyrektora naczelnego i artystycznego Teatru im. J. Słowackiego. W 1957 roku rozpoczął też pracę w krakowskiej PWST: w latach 1957–1966 był tam wykładowcą, 1963–1968 piastował stanowisko rektora uczelni, 1966–1974 – profesora nadzwyczajnego.
Pochowany został na Cmentarzu Salwatorskim w Krakowie (sektor SC14-1-8).
Na jego temat powstała zbiorowa monografia Bronisław Dąbrowski i jego teatr (red. Henryk Vogler, 1972).

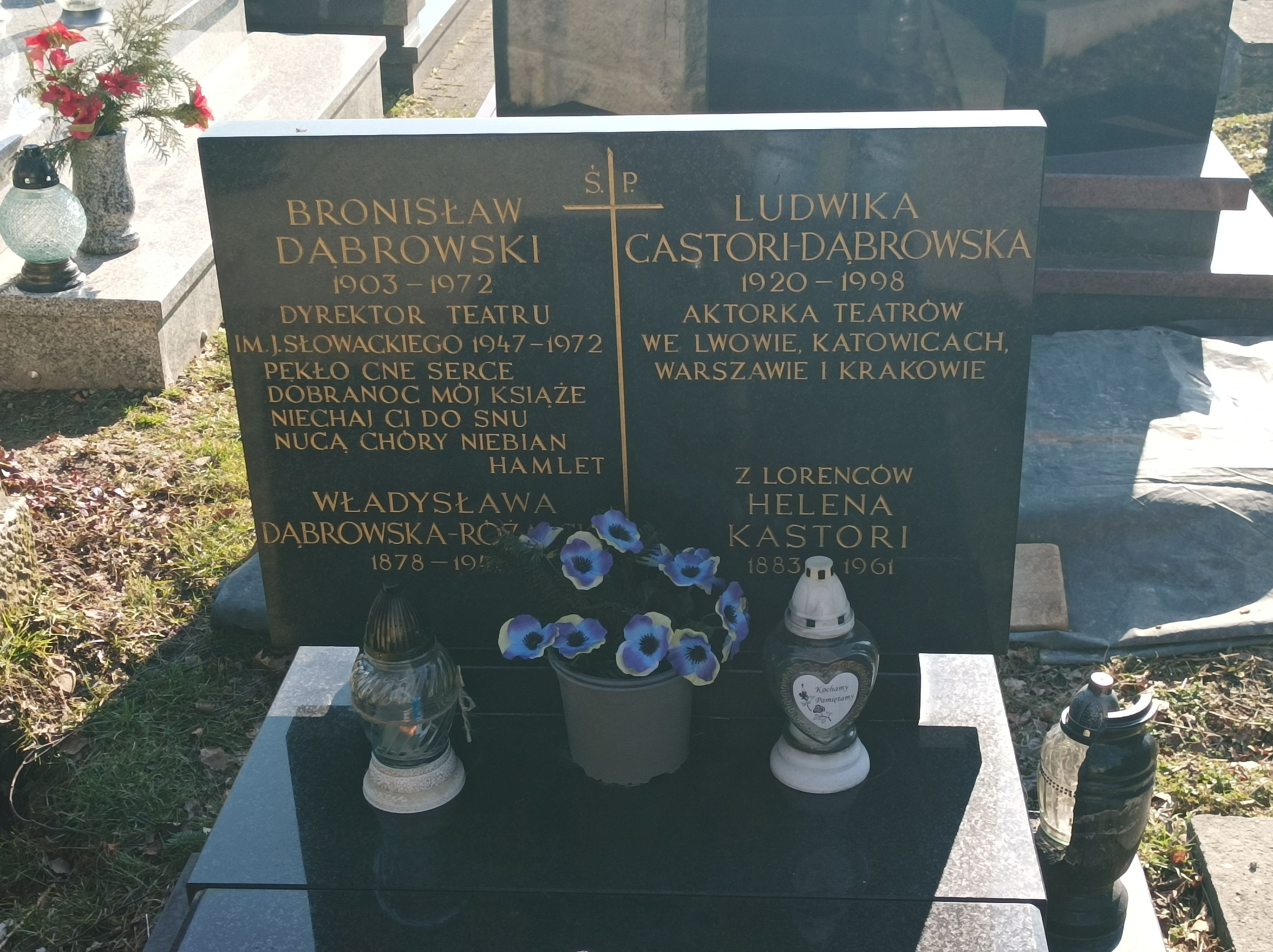
Grób Bronisława Dąbrowskiego na cmentarzu Salwatorskim w Krakowie

## Role teatralne
- 1922: Lilla Weneda jako Lechon (reż. Nina Młodziejowska)
- 1932: Królowa przedmieścia jako Staszek (reż. Teofil Trzciński)
- 1932: Zbyt prawdziwe, żeby było dobre jako szeregowiec Mük (reż. Wacław Radulski)
- 1932: Powrót Odysa jako Telemak (reż. Janusz Strachocki)
- 1933: Zbójcy jako Razmann (reż. W. Radulski)
- 1933: Michasia i jej matka (reż. B. Dąbrowski)
- 1933: Poszukujemy zdolnego włamywacza jako Janek (reż. Władysław Krasnowiecki)
- 1933: Moja panna mama jako George (reż. J. Strachocki)
- 1933: Nieprzyjaciółka mężczyzn jako Narzeczony (reż. B. Dąbrowski)
- 1945: Wesele jako Jasiek (reż. B. Dąbrowski)
- 1947: Dwa teatry jako Dyrektor Teatru „Małe Zwierciadło” (reż. Edmund Wierciński)
- 1953: Polacy nie gęsi jako Mikołaj Rej z Nagłowic (reż. Janusz Warnecki)
- 1977: Vivat, Vivat Regina (rola epizodyczna w Teatrze Telewizji, reż. Irena Babel)

## Prace reżyserskie
| - 1932: Pinokio - 1932: Rozkosz uczciwości - 1933: Jacuś Niedoba i jego przyjaciel - 1933: Jutro - 1933: Michasia i jej matka - 1933: Kapitan z Koepenick - 1933: Nieprzyjaciółka mężczyzn - 1933: Gotówka - 1940: Tania - 1940: Moralność pani Dulskiej (wznowienie) - 1940, 1946, 1947, 1968: Wieczór Trzech Króli - 1940: Książka Adama Mickiewicza - 1940, 1963: Krakowiacy i Górale - 1941, 1945: Ich czworo - 1941: Ostrożnie! Świeżo malowane - 1944, 1945: Misja Mr. Perkinsona do kraju... - 1945, 1956: Wesele - 1945 (?), 1974: Uciekła mi przepióreczka - 1947: Taniec księżniczki - 1947, 1948, 1973: Sen nocy letniej - 1948: Owcze źródło - 1949, 1952, 1969: Trzy siostry - 1949: Mickiewicz - 1949, 1952: Ożenek - 1949, 1970: Niemcy - 1949, 1954: Lubow Jarowaja - 1950: Balladyna - 1951, 1961: Mądremu biada - 1952: Eugenia Grandet - 1952: Lalka - 1952: Młodość ojców - 1954: Dom na Twardej - 1955: Pierwszy dzień święta - 1956: Kordian | - 1957: Dwa teatry - 1957: Solerates - 1957: Wyzwolenie - 1958: Zbrodnia i kara - 1959: Horsztyński - 1960: Życie Galileusza - 1960: Żywot Galileusza (Teatr Telewizji) - 1960: Królowa przedmieścia - 1961: Księżyc świeci zakochanym - 1961: Więźniowie z Altony - 1961: Wieczór Trzech Króli (współreżyseria z T. Przystawskim) - 1962: Pożegnanie z Salomeą - 1962: Żałoba przystoi Elektrze - 1962: Ocean - 1963: Przygoda z Vaterlandem - 1964: Przychodzę opowiedzieć - 1965: Noc listopadowa - 1965: Dziejowa rola Pigwy - 1965, 1968: Halka - 1966: Jego ekscelencja błazen - 1966: W małym dworku - 1966: Dom otwarty - 1967: Bezimienne dzieło - 1967: Lita et comp - 1967: Poczwórka - 1967: Nad brzegami Newy - 1968: Rzecz listopadowa - 1968: Król Agis (Teatr Telewizji) - 1969: Zemsta (także za granicą – w Kijowie) - 1970: Pacjent - 1970: Awantura w Chioggi - 1971: W sieci - 1971: Drogi Antoni - 1972: Wiśniowy sad |

## Inne prace
- 1947: Klątwa. Warszawianka – opracowanie sceniczne
- 1955: Pierwszy dzień święta – przekład (reż. B. Dąbrowski)
- 1954: Dom na Twardej – inscenizacja (reż. Krystyna Wydrzyńska)
- 1962: Don Pasquale – inscenizacja (reż. Jan Biczycki)
- 1963: Trzy siostry – przekład (reż. Erwin Axer)
- 1964: Krakowiacy i Górale – inscenizacja (reż. Henryk Duda, Leon Langer)
- 1967: Krakowiacy i Górale – adaptacja filmowa z S. Wasylewskim (reż. Tadeusz Przystawski)
- 1968: Cud mniemany, czyli Krakowiacy i Górale – adaptacja (reż. Zygmunt Wojdan)
- 1970: Krakowiacy i Górale – inscenizacja i konsultacja (reż. L. Langer)
- 1979: Betleem polskie – opieka artystyczna (reż. Henryk Giżycki)
- 1981: Krakowiacy i Górale – opieka artystyczna (reż. H. Giżycki)

## Publikacje
- 1974: Na deskach świat oznaczających
- 1988: Poznałem ich w teatrze

## Ordery i odznaczenia
- Order Sztandaru Pracy I klasy (1959)
- Order Sztandaru Pracy II klasy (22 lipca 1949)[6]
- Krzyż Komandorski Orderu Odrodzenia Polski (11 lipca 1955)[7]
- Krzyż Kawalerski Orderu Odrodzenia Polski (1945)
- Złoty Krzyż Zasługi (dwukrotnie: 16 czerwca 1946[8], 13 listopada 1953[9])
- Medal 10-lecia Polski Ludowej (19 stycznia 1955)[10]
- Odznaka tytułu honorowego „Zasłużony dla Kultury Narodowej” (1986)
- Odznaka „Zasłużony Działacz Kultury” (1964)
- Odznaka "Zasłużony dla Teatru Polskiego" (1977)[11]

## Nagrody
- 1949: nagroda za reżyserię sztuk wystawianych na festiwalu przez Teatry Dramatyczne w Krakowie, w szczególności za reżyserię Trzech sióstr Antoniego Czechowa, FSRiR w Katowicach
- 1951: Nagroda Państwowa (zespołowa) II stopnia za inscenizację i reżyserię sztuki Mądremu biada Aleksandra Gribojedowa w Teatrze Polskim w Warszawie
- 1958: I nagroda za reżyserię Wyzwolenia Stanisława Wyspiańskiego w Teatrze im. Juliusza Słowackiego w Krakowie na Festiwalu Dramatów Wyspiańskiego
- 1962: Państwowa Nagroda Artystyczna II stopnia
- 1962: II nagroda za inscenizację i reżyserię spektaklu Ocean Aleksandra Sztejna w Teatrze im. J. Słowackiego w Krakowie, II OFSRiR w Katowicach
- 1962: nagroda zespołowa za najlepszą inscenizację na sztuki radzieckiej, II OFSRiR w Katowicach
- 1963: Nagroda ministra kultury i sztuki I stopnia za twórczość inscenizacyjną i reżyserię Przygody z Vaterlandem Leona Kruczkowskiego, a także Oceanu Anatol Sztejna w Teatrze im. J. Słowackiego w Krakowie
- 1963: nagroda za reżyserię przedstawienia Przygoda z Vaterlandem Leona Kruczkowskiego w krakowskim Teatrze im. J. Słowackiego, IV Wrocławski Festiwal Polskich Sztuk Współczesnych
- 1970: Dyplom Honorowy Ministra Kultury i Sztuki ZSRR za zasługi w krzewieniu współpracy kulturalnej między Polską a ZSRR
- 1971: Złota Odznaka Miasta Bratysławy przyznana przez Miejską Radę Narodową Bratysławy
- 1971: Tytuł i odznaka Zasłużony Pracownik Kultury przyznane przez Ministra Kultury i Sztuki Słowackiej Socjalistycznej Republiki „za długoletnią aktywną współpracę w dziedzinie polskiej i słowackiej teatralnej kultury”
- 1972: Nagroda Miasta Krakowa
- 1974: Nagroda tygodnika „Przyjaźń” za całokształt Działalności Artystycznej w Dziedzinie Realizacji Sztuk Rosyjskich i Radzieckich